# Triomf de Dionís
El Triomf de Dionís és un fresc provinent de la de Vil·la de Carmiano, trobat durant les excavacions arqueològiques de l'antiga ciutat d'Estàbia (l'actual Castellammare di Stabia) i conservat a l'Antiquarium stabiano.

## Història i descripció
Realitzat durant la primera meitat del segle i, durant l'època Flàvia, el fresc cobria la paret sud i l'angle sud-oest del triclini de la Villa de Carmiano. Trobat encara intacte durant l'exploració durant la dècada del 1960 per Libero D'Orsi, es va separar de la seva ubicació original i es va mantenir dins de l'Antiquarium stabiano per preservar-ne la integritat.
El fresc, el principal de la sala i que també inspira els altres dos presents, a saber, Neptú i Amimone i Bacus i Ceres, està dividit en tres parts. A la zona central hi ha la representació principal, malauradament molt malmesa i de la qual roman la capa morada de Dionís i part del quitó blau d'Ariadna; l'escena es completa amb un carro tirat per dos toros precedit per un sàtir que toca una doble flauta i per un petit cavall negre i diverses figures humanes. El panell esquerre i el panell de la cantonada dreta són de color vermell pompeià, del mateix color que el central i tenen, al mig, dues figures femenines voladores, que estan tancades en un gran marc floral. El sòcol és de color groc i també està dividit, com la part superior, en tres zones: a la central hi ha un paisatge lacustre molt enrunat, mentre que a les laterals, dos monstres marins estan inserits en un marc marró.